# Жерар Женетт
Жера́р Жене́тт (фр. Gérard Genette; 7 червня 1930 — 11 травня 2018) — французький літературознавець, чільний представник структуралізму, один із засновників сучасної наратології, започаткував вивчення інтертекстуальності.

## Біографія
Женетт народився в Парижі, закінчив Вищу нормальну школу в 1955, у 1963—1967 працював спершу як асистент, а потім як професор французької літератури в Сорбонні. Викладав у Вищій практичній школі, й до виходу на пенсію в 1994 — у Вищій школі суспільних наук.
У 1960-х роках зазнав впливу Ролана Барта й був одним з найближчих його соратників; учасник групи «Тель кель», у 1970 разом з Цветаном Тодоровим заснував знаменитий часопис «Поетика» (фр. «Poétique»).

## Терміни, впроваджені Женеттом
- дієґезис — часово-просторовий світ художнього твору;
- металепсис: виникає, коли є, принаймні, два елементи (два дієґезиси). Персонаж в межах одного дієґезису розповідає свою історію. Ця історія буде вже історією другого рівня. Перехід з одного оповідного рівня на інший описується терміном «металепсис»;
- паратекст;
- транстекстуальність — термін з книжки «Палімпсести». У спрощеному вигляді транстекстуальнсть — це зв'язки тексту з іншими текстами та позатекстовими реаліями;

## Риторика в працях Женетта
Спадщина класичної риторики викликала зацікавлення у французьких структуралістів, які розглядали риторику - "приголомшливу спробу цілої культури проаналізувати та впорядкувати форми мови, зробити світ мови зрозумілим для розуму" -  як мову опису літератури, що за допомогою деякого оновлення зможе бути придатною для її дослідження. Завдяки своїй нормативності та усталеності риторика стала затребуваною для структуралістів як противага стилістиці, яка здебільшого вивчала ідіостиль автора. 
Сам Женетт активно сприяв поверненню класичної риторики в науковий обіг. Дві його статті "Риторика і освіта" та "Скорочена риторика" показують, яким чином класична риторика втратила своє провідне становище в науковому дослідженні літератури. Це сталося через радикальне спрощення самої структури риторичного знання - з безлічі фігур, класифікацією яких займалися класичні ритори, сучасна теорія фігур зводить складне до простого, залишаючи фактично одну лише метафору:
“...виникає майже неминуча, чи навіть не "природна" плутанина між поняттями значити і бути схожим, в силу якої будь-який троп може зійти за метафору” (т. 2, с. 34). 
Схожі думки висловлює і французький ритор XIX століття П'єр Фонтаньє у праці Commentaire raisonne des Tropes de Dumarsais. Женетт поділяв багато його думок, зокрема у 1968 році він перевидав його трактат "Фігури мови" разом зі своєю супровідною статтею. 
Серед власне "риторичних" робіт Женетта лише деякі (наприклад, стаття "Гіперболи") безпосередньо присвячені класифікації фігур мови. Найчастіше об'єктом розгляду є не окремі риторичні фігури, а риторика як ціле (статті "Риторика і освіта" та "Скорочена риторика") або фігуральний аспект літератури загалом (стаття "Фігури"). Женетт застосовує риторичну класифікацію спершу на рівні наративних конструкцій, а згодом - на рівні гіпертекстуальних зв'язків.

## Праці
- Figures I, 1966 (збірка з 18 статей)
- Figures II, 1969 (збірка з 10 статей)
- Figures III, 1972
- Figures IV, 1999
- Figures V, 2002
- Mimologiques: voyage en Cratylie, 1976
- Introduction à l'architexte, 1979 (Вступ до архітексту)
- Palimpsestes, La littérature au second degré, 1982
- Nouveau discours du récit, 1983
- Seuils, 1987
- Fiction et diction, 1991
- L'Œuvre de l'art, 2 volumes :
  - 1 : immanence et transcendance, 1994
  - 2 : la relation esthétique, 1997
- Métalepse, 2004
- Bardadrac, 2006
- Codicille, 2009